# Чильджи
Чильджи (кор. 질지왕 або 금질왕, 銍知王 або 金銍王, Jilji wang або Geumjil wang, Chilji wang або Kŭmjil wang) — корейський ван, восьмий правитель держави Кимгван Кая періоду Трьох держав.

## Біографія
Був сином і спадкоємцем вана Чхвіхия.
Самгук Юса ідентифікує Чильджи як правителя, який збудував буддійський храм на честь цариці Хео Хвангок на тому місці, де вона одружилась із засновником держави, ваном Суро. Чильджи назвав храм «Ванхуса» (Храм цариці) й надав йому у розпорядження десять одиниць землі (від 0,9 до 3,6 га). Відповідно до джерел храм існував протягом 500 років.